# Peter Schenning
Theodor Karl Peter Schenning, auch Th.K.P. genannt (geboren am 8. Mai 1923 in Düsseldorf; gestorben am 16. November 2010 in Goslar), war ein deutscher Unternehmer, Mäzen und Museumsgründer. Das von ihm geleitete Junior-Werk in Goslar produzierte vor allem Fenster und Bauelemente. Er initiierte 1975 den international renommierten Kunstpreis Goslarer Kaiserring. 1978 begründete er das Mönchehaus Museum Goslar, ein Haus für moderne Kunst.

## Leben
Peter Schenning kam 1923 in Düsseldorf zur Welt. Seine ursprünglich kleinbäuerliche Familie stammte aus der Umgebung der Stadt. Sein Vater war erst Arbeiter und später Angestellter bei der Rheinischen Bahngesellschaft. Peter Schenning besuchte zunächst die Volksschule und im Anschluss die Handelsschule. Von 1939 bis 1941 absolvierte er eine Lehre im Sanitärhandwerk, die er bereits nach zwei statt nach den üblichen drei Jahren abschließen konnte. Anschließend diente er als Freiwilliger im Zweiten Weltkrieg in einer Luftlandeeinheit. Bei seinen Einsätzen erlitt er teilweise schwere Verwundungen und erhielt hierfür mehrere Auszeichnungen. Gegen Ende des Krieges war er an der Front in Blankenburg im Einsatz, wo er 1945 in englische Kriegsgefangenschaft geriet. Nur wenige Woche später wurde er aus der Gefangenschaft nach Goslar entlassen.

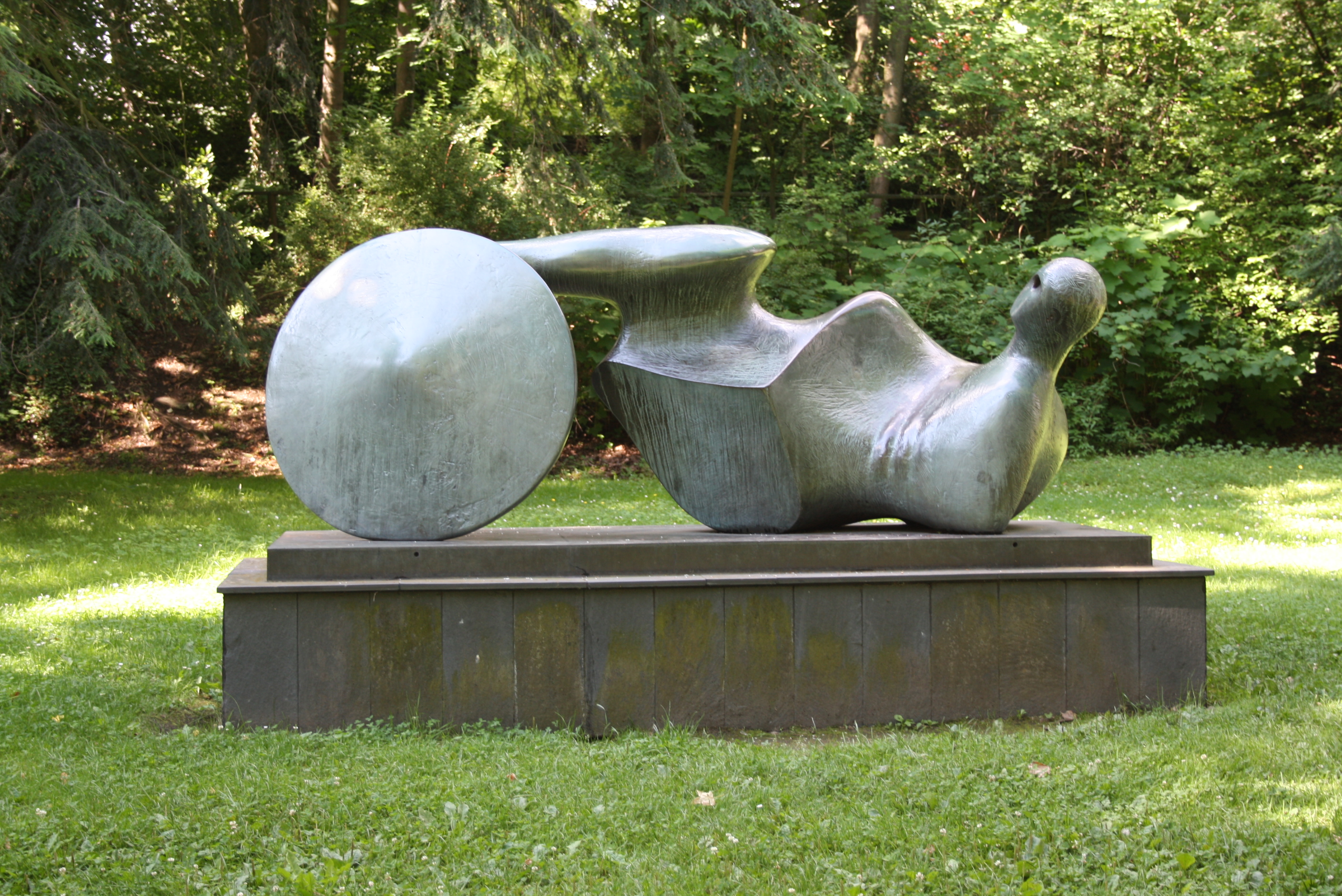
Henry Moore: Goslar Warrior, von Peter Schenning gestifte Skulptur

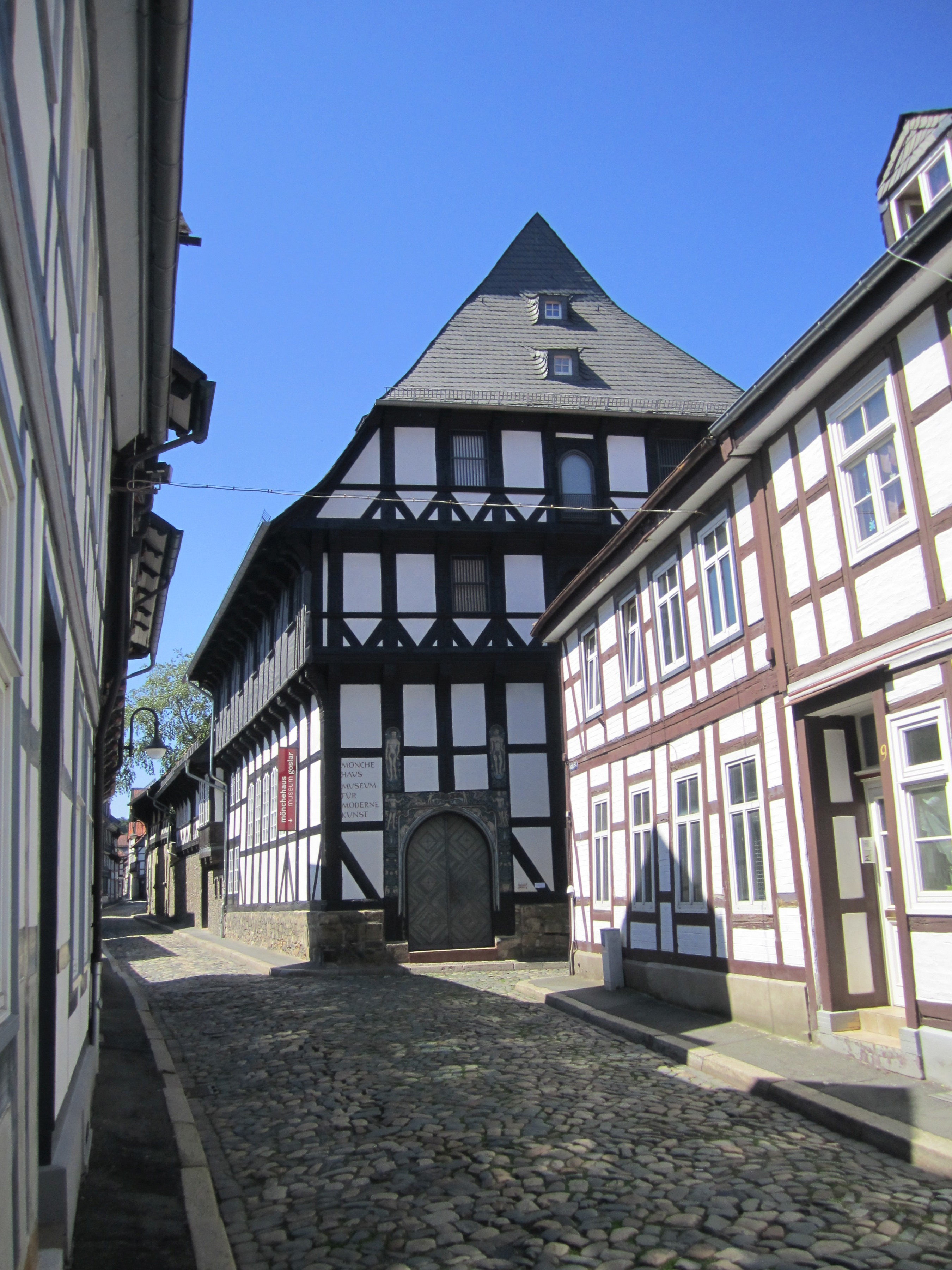
Mönchehaus Museum Goslar

In Goslar arbeitete Schenning zunächst als Barkeeper und wenig später als Geschäftsführer des englischen Casinos im Hotel Niedersächsischer Hof. 1948 gründete er das Unternehmen Junior-Werk, das in einer Baracke an der Goslarer Straße Im Schleeke zunächst Holzspielzeug produzierte. Der Name Junior-Werk leitete sich vom jugendlichen Alter der vier Beschäftigten ab. Schenning erkannte den großen Bedarf der florierende Bauwirtschaft in der Nachkriegszeit und begann noch im Jahr 1948 mit der Produktion von Holzfenstern. Die pflegebedürftigen Holzfenster entwickelte Schenning technisch weiter, indem er sie mit eloxierten Aluminiumprofilen verkleideten ließ und meldete hierfür ein Patent an. Um das neue Produkt am Markt durchzusetzen lud er Architekten und Planer zu Informationsveranstaltungen ein. Zudem konnte er Friedrich Wilhelm Kraemer, Professor für Gebäudelehre und Entwerfen an der Technischen Universität Braunschweig als Vortragenden gewinnen. Mit den Holz-Aluminium-Konstruktionen stieg das Junior-Werk zu einem Marktführer in Bereich des Fensterbaus in Deutschland auf. Zum Erfolg trug auch das im Junior-Werk entwickelte Alco Bausystem Trelement bei, ein Konstruktionssystem mit Amuminiumstützen, dass bis nach Saudi-Arabien exportiert wurde. Das Junior-Werk beschäftigte in den 1970er Jahren bis zu 800 Mitarbeiter und hatte einen Jahresumsatz von rund hundert Millionen Mark. Schenning verkaufte das Unternehmen 1978 an die Hoesch AG, 1984 wurde der Betrieb geschlossen.
Schenning zeigte bereits während seiner Zeit als Unternehmer sein Interesse an Kunst. So ließ er auf dem Betriebsgelände ein für die Mitarbeiter als Pausenraum konzipiertes Junior-Casino vom dänischen Designer Verner Panton gestalten, der es mit von ihm entworfenen Textilien und Beleuchtungselementen ausstattete. Zudem organisierte Schenning auf dem Werksgelände Ausstellungen mit Architekturmodellen von Friedensreich Hundertwasser und Zeichnungen von Friedrich Schröder Sonnenstern. Hieraus entwickelte Schenning die Idee zu einer eigenen Galerie, der Junior-Galerie, zu der neben dem Standort in Goslar bald auch Dependencen in Köln und Düsseldorf gehörten. 1974 gründete er mit weiteren Kunstfreunden in Goslar den Verein zur Förderung moderner Kunst.
1975 hatte Schenning eine weitere Idee, um die historische Stadt Goslar „mit junger Kunst zu konfrontieren“. Er erdachte den Kunstpreis Goslarer Kaiserring, der an internationale Künstler der Gegenwart verliehen werden sollte. Obwohl der Ring selbst nur einen relativ geringen materiellen Wert hat und mit der Auszeichnung kein Preisgeld verbunden ist, konnte Schenning als ersten Preisträger den britischen Bildhauer Henry Moore gewinnen, der dann zur Preisübergabe nach Goslar reiste. Die von Schenning begründete Schenning-Stiftung erwarb beim Künstler im selben Jahr die Skulptur Goslar Warrior und überließ sie der Stadt. Die Skulptur befindet sich seither im Garten der Kaiserpfalz Goslar. Auch von späteren Preisträgern wurden Werke angekauft und darüber hinaus Ausstellungen zum Werk der Preisträger organisiert.
1977 verpflichtete Schenning den Direktor des Kunstvereins Braunschweig Heinz Holtmann, der zunächst Schennings Junior-Galerien zu größeren Ansehen verhelfen sollte. Wenig später entwickelte Schenning mit Holtmann die Idee zu einem Museum für moderne Kunst in Goslar. Daraus entstand das 1978 eröffnete Mönchehaus Museum Goslar, dessen erster Direktor Holtmann wurde. Nachdem es Schenning und seine Mitstreiter gelungen war, nach Henry Moore weitere bedeutende Künstler wie Max Ernst, Alexander Calder, Victor Vasarely und Joseph Beuys zur Annahme des Kaisserringes zu bewegen, gab es mit der geplanten Preisverleihung 1980 unerwartete Probleme. Der auserkorene Preisträger Jean Tinguely hatte zunächst die Annahme zugesagt, lehnte dann jedoch eine Woche vor der Preisverleihung die Annahme ab, da er sich nicht für das Stadtmarketing vereinnahmen lassen wollte. Tinguely bezog sich dabei auf einen Vortrag von Schenning, den er als Präsident des Marketing-Clubs Harz vor Mitgliedern der Deutschen Marketing-Vereinigung gehalten und darin den Wert der Kaiserring-Verleihung für das Marketing von Goslar hervorgehoben hatte. Aus Solidarität mit Tinguely erklärten drei Kaisering-Jurymitglieder ihren Rücktritt, darunter Wieland Schmied, seinerzeit Direktor des DAAD in Berlin und Leiter des Berliner Künstlerprogramms.
Nach dem nichtverliehenen Kaiserring 1980 gelang es Schenning und der langjährigen Kaiserringbeauftragten der Stadt Goslar, Inge Langner, bereits im nächsten Jahr mit Richard Serra wieder einen bedeutenden Künstler zur Annahme des Preises zu gewinnen. Weitere bedeutende Künstler folgten. Insgesamt war Schenning nicht nur in der Wirtschaft und im Kunstbetrieb gut vernetzt, auch zu Politikern hatte er gute Verbindungen. Als 2000 der Kaiserring an Sigmar Polke verliehen wurde, erschienen zum Festakt nicht nur der aus Goslar stammende damalige niedersächsische Ministerpräsident Sigmar Gabriel, auch der seinerzeitige Bundeskanzler Gerhard Schröder war beim Bankett in der Kaiserpfalz dabei. Der Autor Gert Wölfert bezeichnete Schenning entsprechend als „Strippenzieher“.
1993 wurde Schenning das niedersächsische Verdienstkreuz 1. Klasse verliehen. Oberbürgermeister Otmar Hesse ernannte Schenning im Jahr 2000 zum Ehrenbürger der Stadt Goslar. Schenning starb 2010 und wurde auf dem Friedhof Hildesheimer Straße in Goslar beigesetzt. Er hatte mit seiner Frau Sigrid, geborene Pförtner, drei Kinder. Der Autor Martin Jasper urteilte über Schenning in einem Nachruf: „Er war kein Kunst-Experte, sondern ein Kunstbegeisterter. Ein Kunst-Umarmer und ein unwiderstehlicher Künstler-Umarmer.“ Der Goslarer Unternehmer Hans-Joachim Tessner überführte die Schenning-Stiftung in die Tessner-Stiftung, die sich ebenfalls der Förderung von zeitgenössischer Kunst in Goslar widmet und beispielsweise das Mönchehaus-Museum unterstützt. Schennings private Themensammlung zur Romanfigur Don Quijote mit Arbeiten auf Papier und Skulpturen, darunter Werke von Pablo Picasso und Salvador Dali aber auch Kuriositäten, befindet sich heute im Besitz der Tessner-Stiftung und ist im Don-Quijote-Haus, einem Erweiterungsgebäude des Mönchehaus Museum Goslar beheimatet.